# Lycaenopsis lingga
Lycaenopsis lingga är en fjärilsart som beskrevs av Dudley Moulton 1911. Lycaenopsis lingga ingår i släktet Lycaenopsis och familjen juvelvingar. Inga underarter finns listade i Catalogue of Life.